# Формула Фейнмана — Каца
Формула Фейнмана-Каца, названа на честь Річарда Фейнмана і Марка Каца — формула взаємозв'язку між рівняннями частинних похідних і стохастичними процесами. З допомогою цієї формули можна розв'язувати певні типи РЧП за допомогою симуляції траєкторій стохастичних процесів. Навпаки, стохастичні рівняння частинних похідних можна розв'язувати методами звичайних РЧП без залучення стохастичних методів.

## Формулювання
Нехай маємо РЧП:
{\displaystyle {\frac {\partial f}{\partial t}}+\mu (x,t){\frac {\partial f}{\partial x}}+{\frac {1}{2}}\sigma ^{2}(x,t){\frac {\partial ^{2}f}{\partial x^{2}}}=0}
і умову
{\displaystyle \ f(x,T)=\psi (x)}
де {\displaystyle \mu ,\ \sigma ,\ \psi } - відомі функції, {\displaystyle \ T} — параметр і {\displaystyle \ f} невідома функція. Це рівняння відоме під назвою рекурентне рівняння Колмогорова (одновимірне). Тоді формула Фейнмана-Каца полягає в тому, що розв'язок цієї задачі записується як математичне сподівання:
{\displaystyle \ f(x,t)=E[\psi (X_{T})|X_{t}=x]}
де {\displaystyle \ X} — процес Іто, що описується рівнянням
{\displaystyle dX=\mu (X,t)\,dt+\sigma (X,t)\,dW,}
де {\displaystyle \ W(t)} — Вінерівський процес (іноді можна зустріти назву Броунівський рух) і початкова умова для {\displaystyle \ X(t)} є {\displaystyle \ X(0)=x}. Це математичне сподівання можна обчислити (наближено з певною точністю) використовуючи Метод Монте-Карло чи квазі Монте-Карло методи.

## Доведення
Застосувавши лему Іто до невідомого процесу {\displaystyle \displaystyle f(X_{t},t)} можна отримати
{\displaystyle df=\left(\mu (x,t){\frac {\partial f}{\partial x}}+{\frac {\partial f}{\partial t}}+{\frac {1}{2}}\sigma ^{2}(x,t){\frac {\partial ^{2}f}{\partial x^{2}}}\right)\,dt+\sigma (x,t){\frac {\partial f}{\partial x}}\,dW.}
Вираз у перших дужках є РЧП згадане вище і тому цей вираз рівний нулю за припущенням. Тепер проінтегрувавши обидві частини рівняння отримаємо
{\displaystyle f(X_{T},T)-f(x,t)=\int _{t}^{T}df=\int _{t}^{T}\sigma (x,t){\frac {\partial f}{\partial x}}\,dW.}
Після тривіальних перетворень візьмемо математичне сподівання обидвох частин рівності:
{\displaystyle f(x,t)={\textrm {E}}\left[f(X_{T},T)\right]-{\textrm {E}}\left[\int _{t}^{T}\sigma (x,t){\frac {\partial f}{\partial x}}\,dW\right].}
Оскільки матсподівання інтеграла Іто по Вінерівському процесі {\displaystyle \displaystyle W} дорівнює нулю отримаємо бажаний результат:
{\displaystyle f(x,t)={\textrm {E}}\left[f(X_{T},T)\right]={\textrm {E}}\left[\psi (X_{T})\right]={\textrm {E}}\left[\psi (X_{T})|X_{t}=x\right].}